# Knikker (muziek)
Een knikker is een uitvoerend muzikant die door middel van het knikken met zijn of haar hoofd de mede-uitvoerenden een teken geeft. Veruit de meeste muzikanten gebruiken beide handen tijdens het spelen en het geven van een teken tijdens de uitvoering kan dan bezwaarlijk met de hand worden gegeven, zoals een dirigent dat doet.
Het teken dat de knikker geeft kan betrekking hebben op de voortgang in het spel. Composities van Simeon ten Holt bijvoorbeeld bestaan uit een groot aantal secties die gewoonlijk door twee tot vier musici naar believen herhaald mogen worden. De knikker is degene die de andere uitvoerenden het teken geeft dat de herhaling ten einde loopt en naar de volgende sectie wordt gegaan.
De rol van knikker kan tijdens de uitvoering worden gewisseld. Voor langere werken kan dit het voordeel bieden dat de extra concentratie die hiervoor vereist is over meer personen wordt verdeeld. Mede-uitvoerenden zijn gebaat bij een eenduidig kniksignaal dat terdege onderscheiden kan worden van onwillekeurige hoofdbewegingen die door muzikale vervoering kunnen worden veroorzaakt. De knikken zijn daarom niet zelden stukken uitbundiger dan in het alledaagse leven.